# Francis Atterbury
Francis Atterbury (Milton Keynes, 6 de março de 1663 — Paris, 22 de fevereiro de 1732) foi um homem de letras, político e bispo inglês. Um tory da Igreja alta (High Church) e jacobita, recebeu patrocínio no reinado de Ana da Grã-Bretanha, mas foi alvo de desconfiança por parte dos ministros whigs, e banido por se comunicar com o Velho Pretendente. Tinha uma sagacidade notável e era um pregador talentoso, mas lhe faltava a inteligência para vencer os principais debates polêmicos.

## Juventude
Atterbury nasceu em Milton Keynes, Buckinghamshire, onde seu pai era reitor. Foi educado na Westminster School e na Christ Church, em Oxford, onde se tornou um tutor. Em 1682, publicou uma tradução de Absalão e Aquitofel em versos latinos sem o estilo, nem a versificação típica da poesia augusta. Foi na composição inglesa que ele obteve seu maior sucesso; em 1687, publicou Uma Resposta a algumas Considerações, o Espírito de Martinho Lutero e o Original da Reforma, uma resposta a Obadiah Walker, que, quando eleito mestre do University College, Oxford, em 1676, tinha impresso em uma prensa criada por ele naquela instituição de ensino, um ataque aos escritos reformistas de Abraham Woodhead. O tratado de Atterbury, embora muito elogiado pelo bispo Gilbert Burnet, era mais significativo pelo vigor de sua retórica do que pela solidez de seus argumentos, e os papistas o acusaram de traição, e de ter, por implicação, chamado o rei Jaime de "Judas".

## Carreira clerical
Depois da "Revolução Gloriosa", Atterbury prontamente jurou fidelidade ao novo governo. Tinha tomado as ordens sacras em 1687, pregado ocasionalmente em Londres com uma eloquência que elevou sua fama, e logo foi nomeado um dos capelães reais. Morou com frequência em Oxford, onde foi o principal conselheiro e assistente de Henry Aldrich, em cuja administração Christ Church se tornou um reduto do "torysmo". Ele inspirou seu aluno, Charles Boyle, na produção de Examination of Dr. Bentley's Dissertations on the Epistles of Phalaris, um ataque (1698) dirigido ao estudioso whig Richard Bentley, decorrente de impugnação por parte de Bentley, da autenticidade das Epístolas de Fálaris. Foi figurado por Jonathan Swift em A Batalha dos Livros como o Apolo que dirigiu a luta, e foi, sem dúvida, em grande parte, o autor do ensaio de Boyle. Bentley passou dois anos elaborando a sua resposta famosa, que ratificava não só que as cartas atribuídas a Fálaris eram falsas, como também que todo o talento e a eloquência de Atterbury eram um disfarce para uma pretensão audaciosa de conseguir um cargo acadêmico.
Atterbury logo a seguir se ocupou de uma discussão sobre questões ainda mais importantes e emocionantes. As Igrejas Alta e Baixa dividiam a nação. A maioria do clero era favorável à Igreja alta; a maioria dos bispos do rei Guilherme estava inclinada ao latitudinarismo. Em 1700 a Convocação, na qual a Câmara baixa era esmagadoramente tory, reuniu-se depois de um hiato de dez anos. Atterbury empenhou-se com a energia que lhe era característica em criar polêmicas, com a publicação de uma série de tratados. Muitos o consideravam como o herói mais intrépido que nunca havia defendido os direitos do clero contra a oligarquia dos prelados erastianos. Em 1701 ele recebeu o título de arcediago de Totnes e uma prebenda da Catedral de Exeter. A Câmara baixa da Convocação aprovou as concessões dadas a ele em agradecimento por seus serviços; a Universidade de Oxford o nomeou reitor de Teologia; e em 1704, logo após a rainha Ana subir ao trono, ele foi promovido a deão da Catedral de Carlisle (embora os tories mantivessem os principais cargos no governo).

## Liderança do Partido da Igreja alta
Logo depois de ter obtido esta nomeação o partido whig chegou ao poder. Deste partido ele não poderia esperar qualquer favor. Seis anos se passaram até que uma mudança de sorte ocorreu. Em 1710, o julgamento de Henry Sacheverell produziu uma explosão formidável de fanatismo na Igreja alta. Nessa ocasião Atterbury não poderia deixar de se manifestar. Seu zelo excessivo pela organização a que pertencia e seus raros talentos para produzir tumulto e polêmicas foram novamente notados. Ele foi o principal responsável da elaboração do discurso ardiloso e eloquente que Sacheverell proferiu diante dos membros do Parlamento, e que apresenta um contraste singular com o sermão absurdo e grosseiro que tinha muito imprudentemente realizado anteriormente. Durante os meses conturbados e angustiantes que se seguiram ao julgamento, Atterbury esteve entre os mais ativos desses panfletários que inflamaram a nação contra o ministério e o parlamento whig. Quando o ministério mudou e o parlamento foi dissolvido, as recompensas foram despejadas sobre ele. A Câmara baixa da Convocação o elegeu prolocutor, em cuja atribuição elaborou, em 1711, a frequentemente citada Representação do Estado da Religião; e em agosto de 1711, a rainha, que o escolheu para ser seu principal conselheiro em assuntos eclesiásticos, nomeou-o deão da Catedral de Oxford por ocasião da morte de seu velho amigo e patrono Henry Aldrich.
Em Oxford, ele foi um tremendo fracasso como já havia sido em Carlisle, e foi dito por seus inimigos que ele foi feito bispo, porque era muito ruim para ser um deão. Sob sua administração, a Catedral de Oxford presenciou tumultos, ocorreram brigas escandalosas, e chegou-se a temer que o grande colégio tory pudesse ser arruinado pela tirania do grande doutor tory. Em 1713, Atterbury foi transferido para o bispado de Rochester, que esteve sempre ligado ao vicariato de Westminster. Ainda que estivesse rodeado de homens capazes, não havia ninguém que se igualasse ou que se aproximasse dele em talentos parlamentares. Tivesse o seu partido continuado no poder seria bem provável que ele chegaria até o posto de arcebispo da Cantuária.

## Jacobitismo
A morte da rainha Ana frustrou os projetos de Atterbury, e embora contra a sua vontade, aceitou o que não podia ser evitado, jurou lealdade à Casa de Hanôver, e procurou congraçar-se com a família real. Porém, o seu servilismo foi correspondido com um frio desprezo; ele se tornou o mais faccioso e pertinaz de todos os opositores do governo. Na Câmara dos Lordes sua oratória, lúcida, contundente, vigorosa e carregada com toda a graça da pronúncia e do gesto, despertou a atenção e a admiração até mesmo de uma maioria hostil. Alguns dos protestos mais notáveis que surgiram nos periódicos dos pares foram elaborados por ele; e, alguns dos mais pungentes desses panfletos que convocavam os ingleses para defender o seu país contra os estrangeiros que tinham vindo de além-mar para oprimir e roubar, os críticos detectaram seu estilo. Quando a rebelião de 1715 eclodiu, Atterbury se recusou a assinar o documento no qual os bispos da província da Cantuária declaravam sua ligação à adesão protestante e, em 1717, depois de ficar muito tempo se comunicando indiretamente com a família real no exílio, começou a se corresponder diretamente com Jaime Francisco Eduardo Stuart.

## Detenção e prisão
Em 1721, com a descoberta da trama para a captura da família real e a proclamação do rei Jaime, Atterbury foi preso com outros líderes descontentes, e em 1722 aprisionado na Torre de Londres, onde permaneceu em confinamento durante alguns meses. Ele se correspondia com a família no exílio de uma maneira tão cautelosa, que as provas circunstanciais de sua culpa, embora suficientes para produzir toda convicção moral, não justificaram uma condenação legal. Ele só poderia ser punido caso se aprovasse uma lei específica para o seu caso. Em 1723, tal lei foi aprovada na Câmara dos Comuns privando-o de suas dignidades espirituais, banindo-o para o resto de sua vida, e proibindo qualquer cidadão britânico de manter relações comerciais com ele, exceto com a permissão real. Na Câmara dos Lordes o debate foi tenso, mas a lei finalmente foi aprovada por oitenta e três votos a favor e quarenta e três contra.
Atterbury despediu-se daqueles a quem amava com uma dignidade e sensibilidade digna de um homem superior, alegando a sua inocência com uma ingenuidade singular. Depois de uma curta estadia em Bruxelas seguiu para Paris, e tornou-se o principal homem entre os refugiados jacobitas naquela cidade. Foi convidado por Jaime Francisco Eduardo Stuart para ir morar em Roma, mas Atterbury achou que um bispo da Igreja da Inglaterra não se sentiria bem em Roma, e rejeitou o convite. Durante alguns meses, contudo, ele pareceu se relacionar muito bem com Jaime. A correspondência entre o mestre e o servo era constante. Os méritos de Atterbury foram calorosamente reconhecidos, seu conselho era respeitosamente recebido, e ele foi, assim como Bolingbroke havia sido antes dele, o primeiro-ministro de um rei sem reino. Logo, porém, Atterbury percebeu que seus conselhos eram ignorados, quando não considerados suspeitos. Seu espírito orgulhoso ficou profundamente ofendido. Em 1728 ele deixou Paris, e foi morar em Montpellier, desistiu da política, e se dedicou inteiramente às letras. No sexto ano de seu exílio adquiriu uma doença muito grave e sua filha, a senhora Morice, também com a saúde muito debilitada, resolveu correr todos os riscos para poder vê-lo mais uma vez. Ela o encontrou em Toulouse, recebeu a comunhão de suas mãos, e morreu naquela noite.

## Velhice e morte
Atterbury sobreviveu ao choque da morte de sua filha, e retornou a Paris e ao serviço do rei no exílio. No nono ano de seu exílio, publicou uma defesa própria contra John Oldmixon, que o tinha acusado de ter, em conjunto com outros homens de Christ Church, em Oxford, adulterado a nova edição da História da Rebelião de Edward Hyde. A acusação não tinham o menor fundamento, pois Atterbury não foi um dos editores da História, e nunca a tinha visto, até ela ter sido impressa. Atterbury morreu, em 22 de fevereiro de 1732. Seu corpo foi levado para a Inglaterra, e colocado, com muita privacidade, sob a nave da Abadia de Westminster. Nenhuma inscrição marcava sua sepultura.
Sobre sua esposa, Katherine Osborn, com quem se casou, quando morava em Oxford, pouco se sabe; mas entre ele e sua filha havia muito afeto. Sua predileção por Milton era tal que muitos tories consideravam um crime; e ele foi amigo próximo de Addison. Viveu amigavelmente com Jonathan Swift, John Arbuthnot e John Gay. Foi muito íntimo de Matthew Prior. Alexander Pope encontrava em Atterbury um admirador, conselheiro e editor quando solicitado.